# Sundridge
Sundridge es una parroquia civil y un pueblo del distrito de Sevenoaks, en el condado de Kent (Inglaterra).

## Geografía
Según la Oficina Nacional de Estadística británica, Sundridge tiene una superficie de 16,75 km².

## Demografía
Según el censo de 2001, Sundridge tenía 1837 habitantes (47,63% varones, 52,37% mujeres) y una densidad de población de 109,67 hab/km². El 20,69% eran menores de 16 años, el 70,22% tenían entre 16 y 74 y el 9,09% eran mayores de 74. La media de edad era de 41,69 años. Del total de habitantes con 16 o más años, el 20,59% estaban solteros, el 62,11% casados y el 17,3% divorciados o viudos.
El 93,9% de los habitantes eran originarios del Reino Unido. El resto de países europeos englobaban al 2,34% de la población, mientras que el 3,76% había nacido en cualquier otro lugar. Según su grupo étnico, el 98,8% eran blancos, el 0,44% mestizos, el 0,16% asiáticos, el 0,16% negros, el 0,22% chinos y el 0,22% de cualquier otro. El cristianismo era profesado por el 77,12%, el budismo por el 0,16%, el hinduismo por el 0,16%, el judaísmo por el 0,16%, el islam por el 0,22% y cualquier otra religión, salvo el sijismo, por el 0,22%. El 13,64% no eran religiosos y el 8,32% no marcaron ninguna opción en el censo.
838 habitantes eran económicamente activos, 819 de ellos (97,73%) empleados y 18 (2,27%) desempleados. Había 771 hogares con residentes, 12 vacíos y 7 eran alojamientos vacacionales o segundas residencias.